# Bosque Mitago
Bosque Mitago es una novela de fantasía escrita por Robert Holdstock, publicada en Reino Unido en 1984, perteneciente (y precursora) de la saga conocida como ciclo del Bosque Mitago o ciclo del bosque Ryhope.
La acción se sitúa en Herefordshire, Inglaterra, en los alrededores y dentro de un bosque ancestral, el bosque Ryhope. La historia narra eventos acaecidos a la familia Huxley, en especial al hijo menor de esta, Stephen Huxley, y sus experiencias en relación con el enigmático bosque y sus habitantes.
| Predecesor                                 | Premios de Bosque Mitago                            | Sucesor                                |
| ------------------------------------------ | --------------------------------------------------- | -------------------------------------- |
| Tik-Tok de John Sladek                     | Premio BSFA a la mejor novela (1984)                | Heliconia: Invierno de Brian W. Aldiss |
| Cuando el dragón despierte de John M. Ford | Premio Mundial de Fantasía a la mejor novela (1985) | La canción de Kali de Dan Simmons      |

- Datos: Q1770433